# Andreja Potisk
Andreja Potisk Ribič, slovenska alpska smučarka, * 23. junij 1971, Maribor.

## Dosežki
Točke v svetovnem pokalu po sezonah:
- Sezona 1990/1991 - 2
- Sezona 1995/1996 - 19